# 恰夫達爾市鎮

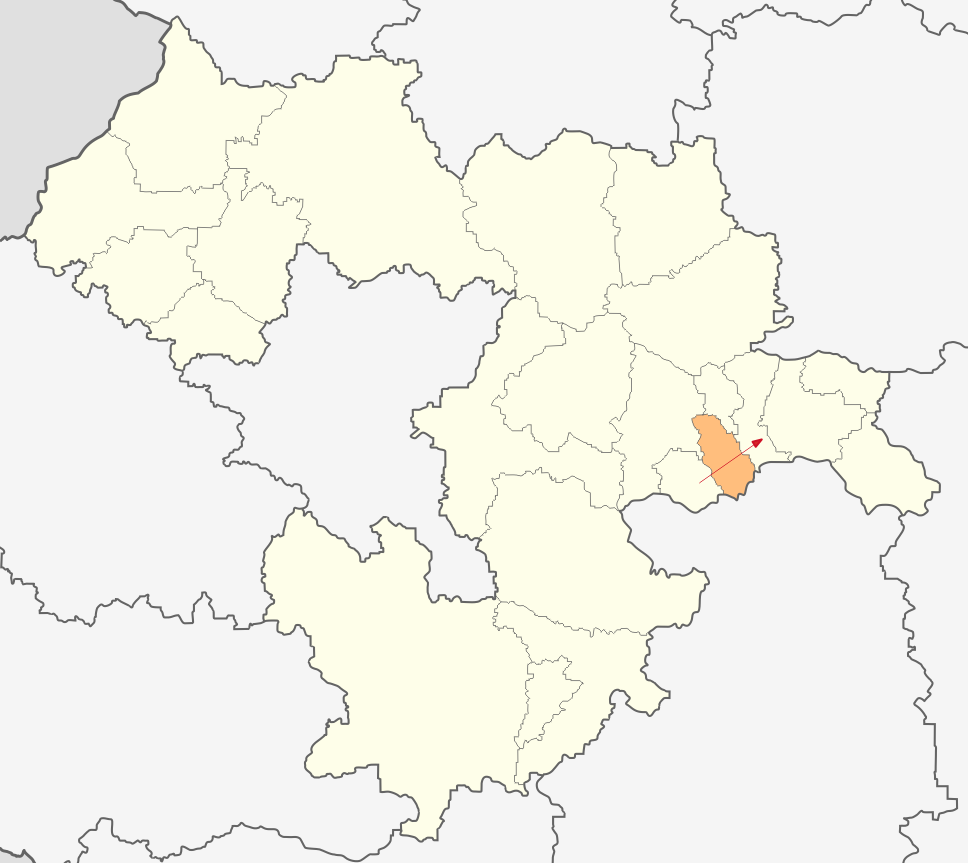

恰夫達爾市鎮，是保加利亞西部索菲亞州的市鎮，行政中心为恰夫達爾，面積73.23平方公里，2009年人口1,311，人口密度每平方公里17.9人。